# أليكس كيرك
أليكس كيرك (بالإنجليزية: Alex Kirk)‏ مواليد 14 نوفمبر 1991 في لوس ألاموس، هو لاعب كرة سلة محترف أمريكي بدأ مسيرته الاحترافية في سنة 2014 يلعب في ليغا باسكيت الدرجة الأولى كلاعب وسط ويحمل الرقم 53. يبلغ طوله 6 قدم 11 بوصة (2.1 م).

## إحصائيات المسيرة

### الموسم الاعتيادي
| السنة   | الفريق             | لعب | بدأ | دقيقة | ميداني% | ثلاثية | حرة   | ارتداد | صنع | استلاب | تصدي | نقطة |
| ------- | ------------------ | --- | --- | ----- | ------- | ------ | ----- | ------ | --- | ------ | ---- | ---- |
| 2014–15 | كليفلاند كافالييرز | 5   | 0   | 2.8   | .250    | .000   | 1.000 | .2     | .2  | .0     | .0   | .8   |
| المسيرة |                    | 5   | 0   | 2.8   | .250    | .000   | 1.000 | .2     | .2  | .0     | .0   | .8   |

## روابط خارجية
- أليكس كيرك على موقع إن بي أي (الإنجليزية)
- أليكس كيرك على موقع دوري كرة السلة الياباني للمحترفين (اليابانية)
- أليكس كيرك على موقع سبورتس رفرنس (الإنجليزية)
- أليكس كيرك على موقع كرة السلة الأوروبية.كوم (الإنجليزية)
- أليكس كيرك على موقع كلية كرة السلة في سبورتس رفرنس.كوم (الإنجليزية)
- أليكس كيرك على موقع ريلجم (الإنجليزية)
- أليكس كيرك على موقع بروبوليرز (الإنجليزية)
- أليكس كيرك على موقع سبورتس رفرنس (الإنجليزية)
- أليكس كيرك على موقع سبورتس رفرنس (الإنجليزية)